# نيكولاس سانتوس
نيكولاس سانتوس (بالبرتغالية: Nicolas Santos‏) مواليد 5 يناير 1988، هو لاعب كرة مضرب برازيلي ويحتل حالياً المرتبة رقم. 538 في تصنيف رابطة محترفي كرة المضرب. أعلى تصنيف له في الفردي كان المركز الـ 473 في سنة 2009. أعلى تصنيف له في الزوجي كان 349.

## روابط خارجية
- نيكولاس سانتوس على موقع رابطة محترفي التنس (الإنجليزية)
- نيكولاس سانتوس على موقع الاتحاد الدولي لكرة المضرب (الإنجليزية)
- نيكولاس سانتوس على موقع خلاصة التنس.كوم (الإنجليزية)